# 准面体
准面体（Plesiohedron）是空間填充多面體的一個特例，由對稱Δ-网集的沃罗诺伊胞定義。這種形狀可以在不重疊的情況下，自我重複排列堆砌填滿三維歐幾里得空間。由此產生的堆砌體具有對稱性，每個重複准面体結構都可以帶到其他任何重複准面体結構上。
立方體、六角柱、菱形十二面體和截角八面體等著名的幾何形狀都是准面体的一種。目前已知最高面數的准面体多達38個面。